# Ана Мариновић
Ана Мариновић (Београд, 1981) је дипломирани графичар из Србије.

## Биографија

### Образовање
Ана Мариновић је рођена 4. априла 1981. године у Београду. Дипломирала је 2003. године на Вишој школи ликовних и примењених уметности у Београду, одсек- графички дизајн код професора Радовића и 2008. године и на Факултету примењених уметности у Београду, одсек – примењена графика, атеље-графика и књига, код професора Гордане Петровић и професора Југослава Влаховића. Завршила је 2014. године ITAcademy у Земуну смер Design & Multimedia, одсек WEB DESIGN.
У току 2009. и 2010. године, бавила се илустрацијом и графичким дизајном, 2011. године радила као професор ликовне културе у Основној школи „Петар Кочић“ у Земуну и организовала је продајне изложбе рукотворина под називом Мали сајам лепих рукотворина - Harmony.
Исте године је стекла статус самосталног уметника из области ликовних примењених уметности и дизајна.
Од октобра 2011. године организује самосталне изложбе како афирмисаних, тако и неафирмисаних уметника, у оквиру пројекта Удружења КреативнаФабрика, под називом "ДосијеУметник" чији је и идејни творац. До сада је реализовано преко 80 изложби уметника у кафе-галерији Freedom у Нушићевој 8 и кафе-галерији Петак у Ломиној 14, у Београду.
Члан је УЛУПУДС-а од 2011. године, као члан Сликарско-графичке секције.

## Изложбе
Учествовала је на више колективних и четири самосталне изложбе цртежа и графика, као и више конкурса.

### Самосталне изложбе
- Изложба цртежа у Галерији „Студентског културног центра“ у Београду, од 22. марта до 3. априла 2007.
- Изложба цртежа у „Међународном културном центру“, у оквиру визуелног програма DISPLAY, од 10. до 13. маја 2009. године.
- Изложба дигиталних графика у клубу „Freedom“ у Београду, од 17. до 28. децембра 2010.[2]
- Изложба „Иза огледала“, од 2. до 15. јуна 2015. Установа културе Палилула, Београд[3]
- Изложба „Ocмех иза огледала“, од 19. до 30. маја 2016. СКЦ - Студентски културни центар, Београд. Званично отваранје изложбе у „Ноћи музеја“ 21. маја.[тражи се извор]
- Изложба дигиталних графика ~Жене ~ у оквиру пројекта ДосијеУметник, удружења Креативна фабрика у Ноћној галерији Петак, Ломина 14, Београд, од 30. марта до 6. априла 2017.године.
- Ретроспективна изложба графика, цртежа и  дигиталних графика, у оквиру ауторског пројекта Линија, реализованог оквиру удружења Креативна фабрика. од 17. новембра до 3. децембра 2017. у Галерији Гастро бара 20/44, Скадарска 40б, у Београду.
- Изложба цртежа и дигиталних графика из опуса Линија, Иза огледала и Жене,  у Галерији народног универзитета Врање, од 15. новембара до 1. децембра 2019. године у Врању.

### Колективне изложбе
Излагала на преко 300 колективних изложби. Неке од њих су наведене у наставку.
- Изложба графика студената Факултета примењених уметности у Дому културе Студентски град, „Професор и његови студенти“ у Новом Београду, од 20. новембра до 5. децембра 2006.
- Дипломска изложба графика, јуна 2007. године у Београду, Факултета примењених уметности у Београду.
- Изложба радова новопримљених чланова УЛУПУДС-а, галерија Сулуј у Београду од 18. до 28. фебруара 2011.
- Изложба чланова Сликарско графичке секције УЛУПУДС-а, Традиционално модерно 2011. Галерија 73 Београдод 1. до 13. априла 2011.
- Изложба „РЕЦИКЛАЖА, ДИЗАЈНИРАЊЕ РЕЦИКЛАЖЕ, ЛАБОРАТОРИЈА ЧИСТИЈЕГ СВЕТА“, Галерија Сингидунум Београд, од 5. до 15. априла 2011. године.
- Изложба „РЕЦИКЛАЖА, ДИЗАЈНИРАЊЕ РЕЦИКЛАЖЕ, ЛАБОРАТОРИЈА ЧИСТИЈЕГ СВЕТА“ ~ у Ужицу у холу Народног позоришта, јуна 2011. године.
- Изложба „РЕЦИКЛАЖА, ДИЗАЈНИРАЊЕ РЕЦИКЛАЖЕ, ЛАБОРАТОРИЈА ЧИСТИЈЕГ СВЕТА“ ~ од 15. до 24. јула 2011. у Холу Градске управе у Панчеву.
- Изложба „РЕЦИКЛАЖА, ДИЗАЈНИРАЊЕ РЕЦИКЛАЖЕ, ЛАБОРАТОРИЈА ЧИСТИЈЕГ СВЕТА“ ~ од 29. фебруара до 14 марта 2011. у Галерији Културног центра Ниш.
- Изложба накита израђеног рециклажом компјутерских делова и старих механизама на Миксер фестивалу у Београду, у Зеленој зони од 25. до 29. маја 2011. године.
- Изложба колажа и асамблажа „V МЕМОРИЈАЛ ЈОВАН МАРКОВИЋ-КАМЕНИ“, у Арт Центру у Београду, од 6. до 11. јуна 2011. године. Изложба је МЕЂУНАРОДНА И БИЈЕНАЛНА.
- Изложба под називом „Београд - урбана незадовољства“ у Галерији Острво, у Центру за културу НУ „Божидар Аџија“, од 10. до 23. јуна 2011.
- Годишња Изложба чланова Сликарско графичке секције УЛУПУДС-а, у Галерији Сингидунум у Београду, од 18. до 28. октобра 2011.
- Изложба 46. „Златно перо Београда - 11. међународни бијенале илустрације“ у Уметничком павиљону Цвијета Зузорић, од 3. до 23. децембра 2011.
- Изложба радова чланова Секције за текстил и савремено одевање УЛУПУДС-а Аксесоар 05, Галерија Сингидунум у Београду од 29. новембара до 9. децембара 2011.
- Изложба „18. београдска мини арт сцена“ у Галерији Сингидунум од 14 до 31. децембра 2011. године.
- Изложба чланова Сликарско графичке секције УЛУПУДС-а „Традиционално модрено 2012.“ у Галерији 73 Београд, од 26. јануара до 7. фебруара 2012.
- Изложба Секције за текстил и савремено одевање УЛУПУДС-а „ЕКСПЕРИМЕНТОМ ДО...“ у Галерији СУЛУЈ од 2. до 14. априла 2012.
- Изложба „Дизајнирање рециклаже VII – РЕГИОНАЛНО“ ауторски пројекат историчарке уметности Мирјане Бајић од 17. до 27. априла 2012. године у Галерији Сингидунум.
- Изложба „Дизајнирање рециклаже VII – РЕГИОНАЛНО“ од 6. до 24. јула 2012. у Галерији Мостови Балкана у Крагујевцу.
- 44. Мајска излозба, под називом „У шкрипцу“ у Музеју примењених уметности у Београду, од 10. маја до 2. јуна 2012.
- Изложба сликарско-графичке секције - Радови малог формата 2012. обишла је више градова у Србији и завршила се у Београду.
- Изложба сликарско-графичке секције - Радови малог формата 2012. отворена је 7. јуна 2012. године у Великој Плани у Центру за културу „Масука“.
- Изложба сликарско-графичке секције - Радови малог формата 2012. трајала је од 3. до 22. јула 2012. у Музеју Срема у Сремској Митровици.
- Изложба сликарско-графичке секције - Радови малог формата 2012. отворена је 24. августа 2012. у Петровцу на Млави.
- Изложба сликарско-графичке секције - Радови малог формата 2012. отворена је 10. септембра 2012. у Народној библиотеци „Душан Матић“ у Ћуприји.
- Изложба сликарско-графичке секције - Радови малог формата 2012. отворена је 1. октобра 2012. у Вршцу.
- Изложба сликарско-графичке секције - Радови малог формата 2012. отворена је у Зрењанину.
- Изложба сликарско-графичке секције - Радови малог формата 2012. отворена је 2. новембра 2012. у Панчеву
- Изложба сликарско-графичке секције - Радови малог формата 2012. отворена је 13. децембра 2012. у Центру за културу и уметност у Алексинцу.
- Изложба сликарско-графичке секције -Радови малог формата 2012. од 18. до 28. марта 2013. године, у Галерији ПАЛИЛУЛА (Универзитет Браћа Стаменковић) у Београду.
- Изложба „УЛУПУДС ЈЕ ВИДЉИВ“ радова чланова УЛУПУДС-а, на "50. јубиларном међународном сајму намештаја, опреме и унутрашње декорације", од 12 до 18. новембра 2012. године.
- Изложба Аксесоар 06 - секције за текстил и савремено одевање, од 27. новембра до 7. децембра 2012. у Галерији Сингидунум, Београд.
- Изложба „ДИЗАЈНИРАЊЕ РЕЦИКЛАЖЕ VIII - СПРЕМНО ЗА УПОТРЕБУ-READY FOR USE“ ауторски концепт историчарке уметности Мирјане Вајдић Бајић, од 23. априла до 3. маја 2013. године, у Галерији Сингидунум Београд.
- Велика Ретроспективна изложба 60 година УЛУПУДС-а 1953-2013. мултимедијална изложба са радовима свих чланова УЛУПУДС-а од 11. до 26. јуна 2013. године, на Андрићевом Венцу у Београду.
- Изложба сликарско- графичке секције УЛУПУДС-а - Традиционално-модерно, од 18. јуна до 28. јуна 2013. у Галерији Потковица, Установа културе Палилула, Београд. Изложба сликарско-графичке секције - Радови малог формата 2013. обишла је више градова у Србији и завршила се у Београду.
- Изложба сликарско-графичке секције - Радови малог формата 2013. отворена је 20. јуна 2013. у Галерији Центра за културу Масука у Великој Плани.
- Изложба сликарско-графичке секције - Радови малог формата 2013. отоврена је 4. јула 2013. године у Културном центру у Крушевцу.
- Изложба „ЕКСПЕРИМЕНТОМ ДО...“ Секције за текстил и савремено одевање УЛУПУДС-а од 1. јула до 12. јула 2013. у Галерији СУЛУЈ у Београду
- Изложба сликарско-графичке - Радови малог формата 2013. одржана је у августу 2013. у Трстенику.
- Изложба сликарско-графичке секције - Радови малог формата 2013. отворена је 19. септембра 2013. у Јагодини. У оквиру књижевне вечери и промоције књиге Dragice Schroder из Немачке, изложбу је отворила Љиљана Илић-Радовановић, председница Сликарско-графичке секције.
- Изложба сликарско-графичке - Радови малог формата 2013. отворена је 20. новембра 2013. у Галерији Икар у Земуну.
- Изложба сликарско-графичке - Радови малог формата 2013. отоврена је у Установи културе ПАЛИЛУЛА, у Београду, 24. децембра 2013. Изложба је трајала до 10. јануара 2014. чиме је и завршено пропутовање ове изложбе по Србији.
- Изложба слика и фотографија са ликовне колоније (пројекта Мултимедијалне манифестације BEOGRAD IN Скадарлија 2013. ауторке Љиљане Илић-Радовановић, а поводом јубилеја, 60-годишњице обележавања УЛУПУДС-а, под покровитељством Министарства културе и информисања Републике Србије отворена је у 24. децембра 2013. годне у Установи културе Палилула у "Мултимедиалној галерији" у Београду. Изложба је трајала до 10. јануара 2014.
- Изложба аксесоара под називом „Сећате ли се 8. марта?“ од 7. до 17. марта 2014. у Малој галерији УЛУПУДС-а у Београду.
- 46. Мајска изложба под називом „Рестарт“ од 21. до 31. маја 2014. у Кући Краља Петра на Сењаку, Београд.
- Изложба цртежа, графика, слика... на тему Београд град у коме стварам, трајала је од 9. до 21. јула 2014. у Галерији Сингидунум, Београд. Изложба чланова УЛУПУДС-а - Радови малог формата 2014. обишла је више градова у Србији, а завршила се у Београду.
- Изложба чланова УЛУПУДС-а - Радови малог формата 2014. у Галерији Центра за културу Масука у Великој Плани, Ћуприји, Јагодини, Ивањици, Крушевцу, Алексинцу. Завршна изложба у Установи културе ПАЛИЛУЛА, у гелерији "Потковица" у Београду.
- Годишња „ОКТОБАРСКА ИЗЛОЖБА“ сликарско графичке секције 2014. трајала је од 15. до 25. октобра 2014. у Галерији "Сингидунум", Београд.
- Годишња ~ ОКТОБАРСКА ИЗЛОЖБА ~ сликарско графичке секције 2014. трајала је од 16. до 25. октобра 2014. у "Срецној галерији" СКЦ-а Београд.[4]
- Изложба „Традиционално-модерно“ чланова УЛУПУДС-а трајала је од 18. новембра до 1. децембра 2014. у Установи културе Палилула, у гелерији "Потковица" у Београду.
- Изложба „Београд, град у коме стварам 2015“, ауторски концепт Марина Миловановић Кушић трајала је 8. до 18. априла, у Галерији Сингидунум у Београду.
- Изложба уметничких радова на „Фестивалу уметности Д9ВЕТ“ под слоганом Стварај даље, од 8. до 15. јуна 2015. у Циглани у Београду.
- Годишња изложба Сликарско графичке секције УЛУПУДС-а ~ Лични угао ~ у Галерији Студентског културног центра, Краља Милана 48, Београд, од 29. фебруара до 16. марта 2016.године.
- Изложба ~ Импулс но.1 ~ удружења Креативна фабрика у Ноћној глаерији Петак, Ломина 14, Београд, од 31. марта до 7. априла 2016. године.
- Изложба ~ Београд град у коме стварам ~ ауторски концепт Марине Миловановић Кушић у Галерији Сингидунум, Кнеза Михаила 40, Београд, од 9. до 19 априла 2016. године.
- Изложба чланова УЛУПУДС-а ~ Мали формат УЛУПУДС-а 2016 ~ у Кући Ђуре Јакшића, Скадарска 34, Београд, од 21. априла до 7. маја 2016. године.
- Изложба ~ Ја волим графику 1 ~ ауторски пројекат Ане Мариновић у склопу удружења Креативна фабрика у Ноћној глаерији Петак, Ломина 14, Београд, од 28. априла - 5. маја 2016. године.
- Изложба чланова УЛУПУДС-а ~ Мали формат УЛУПУДС-а 2016 ~ у холу Дома културе Ивањица, Ивањица, од 13. до 27. маја 2016.године.
- Изложба ~ Мини Арт 1 ~ ауторски пројекат Ане Мариновић у склопу удружења Креативна фабрика у Ноћној галерији Петак, Ломина 14, Београд, од 26. маја до 2. јуна 2016. године.
- 48. мајска изложба чланова УЛУПУДС-а ~ ИДЕНТИТЕТ ~ у Галерији РТС-а, Таковска 10, Београд, од 6. до 19. јуна 2016.године.
- Изложба уметничких радова на Фестивалу уметности Д9ВЕТ ~ Портал ~ у Клубу љубитеља тешке индустрије, Циглана, Београд, од 8. до 14. јуна 2016.године.
- Изложба чланова УЛУПУДС-а ~ Мали формат УЛУПУДС-а 2016 ~ у Културном центру Јагодина, Кнегиње Милице 25, Батоцина од 9. до 22. јуна 2016.године.
- Изложба ~ То је стваран свет око нас ~ ауторски пројекат Ане Мариновић у склопу удружења Креативна фабрика у Ноћној галерији Петак, Ломина 14, Београд, од 23. до 30. јуна 2016.године.
- Изложба чланова УЛУПУДС-а ~ Мали формат УЛУПУДС-а 2016 ~ , у Салону Константин Данил ,Културни центар Зрењанин, од 24. јуна до 8. јула 2016.
- Изложба ~ Контакт 1 ~ ауторски пројекат Ане Мариновић у склопу удружења Креативна фабрика у Ноћној галерији Петак, Ломина 14, Београд, од 25. августа до 1. септембра 2016. године.
- Изложба чланова УЛУПУДС-а ~ Мали формат УЛУПУДС-а 2016 ~ у Галерији Центра за културу Масука , Велика Плана од 29. августа до 9. септембра 2016.
- Изложба ~ Контакт 2 ~ ауторски пројекат Ане Мариновић у склопу удружења Креативна фабрика у Ноћној галерији Петак, Ломина 14, Београд, од 1. до 8. септембра 2016. године.
- Изложба чланова УЛУПУДС-а ~ Мали формат УЛУПУДС-а 2016~ у Центару за културу Стара Пазова, Стара Пазова, од 12. до 30. септембра 2016.
- Изложба ~ Ја сам...1 ~ ауторски пројекат Ане Мариновић у склопу удружења Креативна фабрика у Ноћној галерији Петак, Ломина 14, Београд, од 29. септембра до 6. октобра 2016. године.
- Изложба ~ Ја сам...2 ~ ауторски пројекат Ане Мариновић у склопу удружења Креативна фабрика у Ноћној галерији Петак, Ломина 14, Београд, од 6. до 13. октобра 2016. године.
- Изложба ~ Мој Универзум ~ ауторски пројекат Ане Мариновић у склопу удружења Креативна фабрика у Ноћној галерији Петак, Ломина 14, Београд, од 10. до 17. октобра 2016. године.
- Изложба чланова УЛУПУДС-а ~ Мали формат УЛУПУДС-а 2016~ у Легату Милића од Мачве у Културном центру у Крушевца, Крушевац, од 19. октобра до 11. новембра 2016. године.
- Изложба чланова УЛУПУДС-а ~ Мали формат УЛУПУДС-а 2016 ~ у Културном центру у Алексинац, Алексинац, од 10. до 25. новембра 2016. године.
- Годишња јесења изложба сликарско графичке секције УЛУПУДС-а ~Хоризонти 2~ у Великој галерији Студентског Културног Центра, Београд, од 28. новембра до 9. децембра 2016. године.
- Изложба ~ Широм затворених очију 1 ~ ауторски пројекат Ане Мариновић у склопу удружења Креативна фабрика у Ноћној галерији Петак, Ломина 14, Београд, од 8. до 15. децембра 2016. године.

### Награде
Јуна 2007. године добила је награду из Фонда Бета и Риста Вукановић за најбоље остварење из области графике, за дипломску изложбу школске 2007/2008 године, Факултета примењених уметности у Београду.

### Конкурси
Године 2005. ангажована је од стране IHTM-а, Центра за електрохемију, за израду дигиталних графика са мотивом Храма Св. Саве у Београда, као поклон за учеснике Другог радног састанка Конзорцијума Пројеката под називом: Eco-Hauses Based on Eco-Friendly Polymer Composite Construction Materials- ECO-PCCM.
У мају 2010. ангажована је од стране Српског хемијског друштва, за израду дигиталних графика са десет мотива Београда, као поклон за учеснике Другог регионалног конгреса електрохемичара.

### Остале активности и ауторски пројекти
Од октобра 2011. организује самосталне изложбе како афирмисаних, тако и неафирмисаних уметника у виду ауторских пројеката ,у оквиру удружења “Креативна фабрика” чији је и један од оснивача И .
Од 2016. године почиње и сарадњу са "Удружењем За Развој Ликовних Уметности, Иновативних Кантаутора и Литерарну Промоцију."  У оквиру аутроских пројекта под називом “Уметников отисак”, а у сарадњи са овим удружењем, организује велики број како самосталних И тако И колективних изложби уметника у галерији овог удружења, Зетска 2, Београд.
Ауторски пројекти:
ДосијеУметник
У оквиру овог пројекта самостално је излагало преко 150 уметника.
Неки су још тада били афирмисани, а некима од њих су то били први кораци у представљању свог уметничког рада, а сада су то признати уметници како у земљи, тако И у свету.
Огроман број како афирмисаних уметника, тако И студената уметничких факултета излагао је  самостално у оквиру овог аутрског прјекта.
Ауторски пројекти за колективно излагање на различите теме:
Импулс, Ја волим графику,То је стваран свет око нас , МиниФормарт, Контакт, БесКрајност, Свет у боји, Рефлексија, Црно бели свет И многи други, чији је идејни творац и један од чланова уметничког жирија. До сада је реализовано преко 600 изложби.
Уметников отисак
Уметников отисак је још један ауторски пројекат Ане Мариновић, дипломираног графичара, организован у оквиру "Удружење За Развој Ликовних Уметности, Иновативних Кантаутора и Литерарну Промоцију."
Циљ овог пројекта је промовисање уметника и уметничког стваралаштва. Овај пројекат се организује од 2016. године у галерији "Удружење За Развој Ликовних Уметности, Иновативних Кантаутора и Литерарну Промоцију", Yетска 2, Београд.
Уметници чији рад промовишемо су из домена ликовних и примењених уметности, студенти уметничких факултета, самостални уметници, као и неафирмисани уметници.

### Радно искуство
Од 15. марта до 15. јуна 2016.г. -  сарадник на прдмету графичке технике код професора Владимира Влајића  на “Високој школи ликовних и примењених уметности струковних студија” у Београду.
Од 15. септембра до 12. децембра 2014.г. -  графички дизајнер у оквиру Линк Аппрентице програма у маркетиншком сектору Линк Гроуп-а у Београду, као један од најбољих студената из области графичког дизајна, генерације 2013 / 14. на “ИТАцадемy”-ји. Сва њена графичка решења су објављена на сајтовима Линк Гроуп-а.
Од 07. новембру до 6. децембра 2011.г. -  професор ликовне културе у Основној школи “Петар Кочић “ у Земуну. Предавала је ученицима од В до ВИИИ разреда.
Од 1. јула 2011. године у статусу је самосталног уметника из области ликовних примењених уметности и дизајна, струке: Примењено сликарство и графика и Дизајн накита . (Решење бр. 107/2, од 27. 06. 2011.). До сада је имала преко  200 колективних, као и 9 самосталних изложби.
Активно се бави графичким дизајном, као фреленсер.
https://99designs.com/profiles/388479

## Галерија радова (избор)
- Без Назива
- Дорћолски прозор
- Портрет
- Дорћолски прозор
- Капија у Далматинској улици
- Жена шкољка
- Реч
- Сестре
- Са изложбе У огледалу
- Са изложбе Иза огледала